# Gunwer Bergkvist
Gunwer Bergkvist, folkbokförd Clara Gunver Bergqvist Larsson, född 3 augusti 1932 i Malmö, är en svensk skådespelare och sångerska.

## Biografi
Bergkvist har framför allt medverkat i en mängd revyer och underhållningsproduktioner, är framför allt känd genom Povel Ramels Knäppupp-revyer, där hon debuterade 1952 och medverkade till 1962. Hon fick ofta spela bortskämda, barnsliga eller spralliga tjejer i Ramelska sångnummer som "Tänk dig en strut karameller", "Alla har vi varit små", "Livet är stenkul" och "Fnittertösen". Hon har även spelat i revyer med Karl Gerhard och Hasse Ekman och i filmer av Ingmar Bergman, Nils Poppe, Povel Ramel och Lasse Åberg. Bland filmkomedierna ingår Tull-Bom, I dur och skur, Ratataa samt Salta gubbar och sextanter.
På tv medverkade hon bland annat i Karin Falcks underhållningsprogram Estrad, där sällskapsspelssketchen Skattkammarön ingick, med Margaretha Krook, Åke Grönberg och Lars Ekborg (”Nisse Hult han spelar ärligt han”). Hon tävlade i Melodifestivalen 1966.
Senare i livet har hon framträtt sporadiskt, till exempel i Birgitta Götestams musikal Ringo 1986 och i jubileumsknäppuppen Knäpp igen 1992.
Tillsammans med estradören Mattias Enn har Bergkvist framträtt som berättare i ett program om Brita Borg både på scen och på CD. Skivan heter Banne mej – Brita Borg och kom ut 2010.

### Familj
Gunwer Bergkvist gifte sig första gången 1952 med ingenjör Nils Peyron (1921–2011). Andra gången gifte hon sig 1956 med regissören Hans Lagerkvist (1923–1991), och fick barnen Maria, Kristina och Mats Lagerkvist. Tredje gången gifte hon sig 1979 med byggföretagaren Åke Larson (1936–2009).

## Filmografi
- 1950 – Sånt händer inte här
- 1950 – Kvartetten som sprängdes
- 1951 – Tull-Bom
- 1952 – Säg det med blommor
- 1953 – I dur och skur
- 1956 – Ratataa
- 1965 – Salta gubbar och sextanter
- 1974 – Vita nejlikan eller Den barmhärtige sybariten
- 1982 – Gräsänklingar

## Teater

### Roll
| År   | Roll                         | Produktion                                                      | Regi                          | Teater                     |
| ---- | ---------------------------- | --------------------------------------------------------------- | ----------------------------- | -------------------------- |
| 1951 | Medverkande                  | Född i år, revy Karl-Ewert                                      | Werner Ohlson                 | Odeonteatern, Stockholm    |
| 1952 | Medverkande                  | Knäppupp I - Akta huvet, revy Povel Ramel                       | Per-Martin Hamberg            | Lorensbergs Cirkus/ Folkan |
| 1953 | Medverkande                  | Djuprevyn 2 meter, revy Povel Ramel och Yngve Gamlin            | Egon Larsson                  | Idéonteatern               |
| 1954 | Medverkande                  | Knäppupp II - Denna sida upp, revy Povel Ramel och Yngve Gamlin | Per-Martin Hamberg            | Idéonteatern               |
| 1955 | Medverkande                  | Spectacle, revy Povel Ramel och Yngve Gamlin                    | Carl-Gustaf Kruuse af Verchou | Idéonteatern               |
| 1957 | Medverkande                  | Kråkslottet, revy Karl Gerhard                                  | Hasse Ekman                   | Idéonteatern               |
| 1958 | Medverkande                  | Spetsbyxor, vaudeville P.A. Henriksson                          | Nils Poppe                    | Idéonteatern               |
| 1958 | Therina Buhr Cluck Krusidull | Funny Boy, revy Hasse Ekman och Povel Ramel                     | Hasse Ekman                   | Idéonteatern               |
| 1960 | Medverkande                  | Alla 4, revy Povel Ramel                                        | Hans Dahlin                   | Idéonteatern               |
| 1961 | Medverkande                  | Pippi Långstrump Astrid Lindgren                                | Elsa Winge                    | Södra Teatern (Malmö)      |
| 1961 | Medverkande                  | Stjärnrevyn Nils Bie m.fl.                                      | Albert Gaubier                | Södra Teatern (Malmö)      |
| 1962 | Medverkande                  | Dax igen Povel Ramel                                            | Herman Ahlsell                | Idéonteatern Turné         |
| 1963 | Medverkande                  | Sextas Beppe Wolgers, Karl Gerhard m.fl                         | Albert Gaubier                | Södra Teatern (Malmö)      |
| 1972 |                              | Gröna hissen Avery Hopwood                                      | Isa Quensel                   | Maximteatern               |
| 1976 | Klärchen                     | Vita hästen Hans Müller och Ralph Benatzky                      | Jackie Söderman               | Oscarsteatern              |
| 1986 | Ringos mamma                 | Ringo Birgitta Götestam, Göran Arnberg och Magnus Fermin        | Birgitta Götestam             | Göta Lejon                 |

## Priser och utmärkelser
- 1992 – Purjolökspriset
- 2003 – Revyräven